# 곰돌이 푸

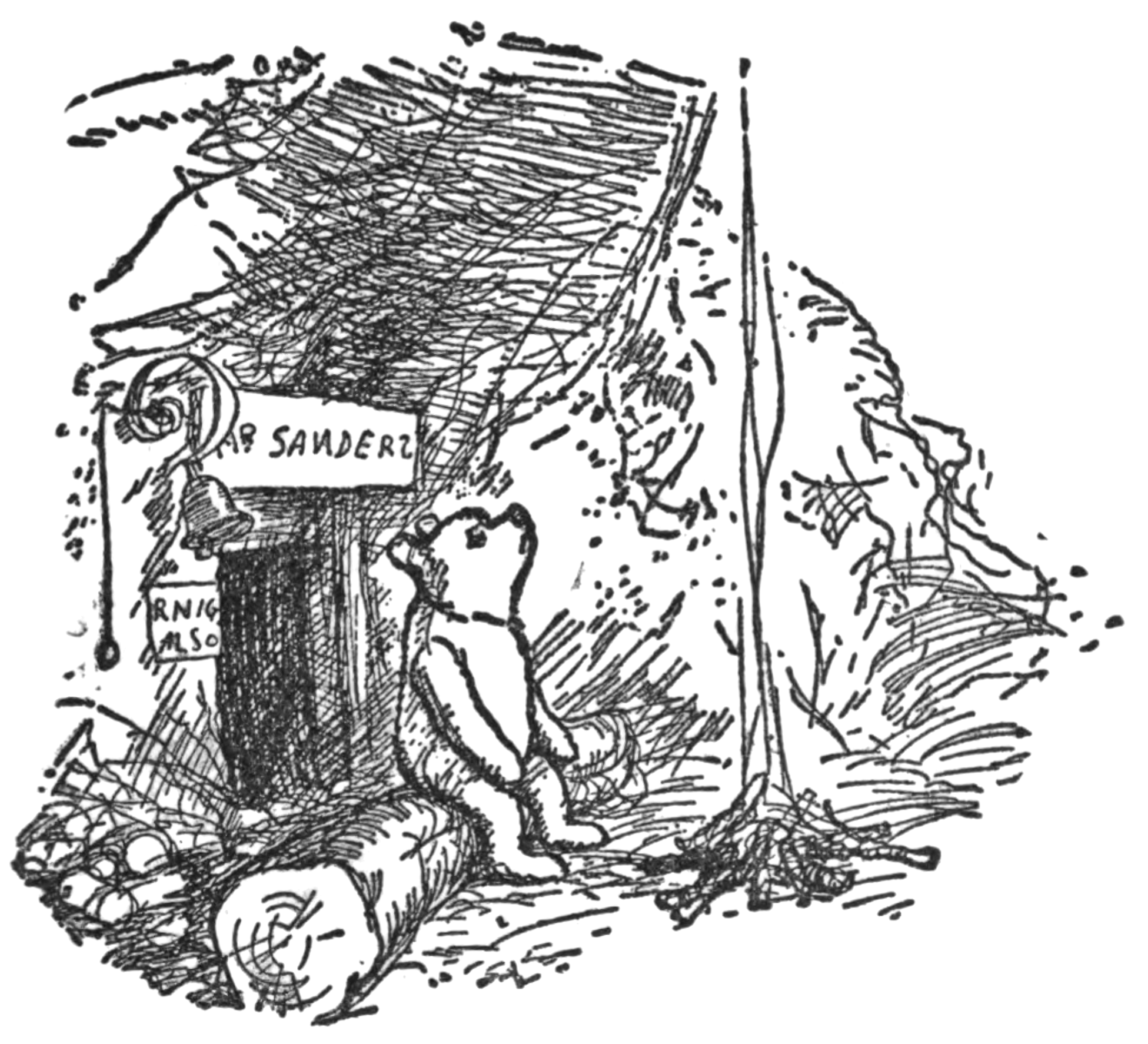
1926년에 E. H. 셰퍼드가 그린 곰돌이 푸

《곰돌이 푸》(영어: Winnie-the-Pooh) 또는 《아기곰 푸》는 1926년에 발표된 A. A. 밀른이 1926년에 출간한 《곰돌이 푸》에 등장하는 주인공이다. 밀른의 동화에는 그가 쓴 두 권의 책 《곰돌이 푸》(1926)와 《푸 코너에 있는 집》(The House at Pooh Corner)(1928)에 처음 등장했으며, 그의 시집 《우리가 아주 어렸을 때》(When We Were Very Young)(1924)과 《Now We Are Six》(1927)에 이 곰에 대한 시가 등장한다. 책의 삽화는 모두 E. H. 셰퍼드가 그렸다. 디즈니가 동화를 토대로 제작한 애니메이션과 프랜차이즈는 그 회사의 세계적으로 성공한 사업 중 하나이기도 하다.

## 기원
동화에 등장하는 남자아이 크리스토퍼 로빈은 작가의 아들 크리스토퍼 로빈 밀른을 바탕으로 한 것이고, 동화의 주인공 위니더푸(Winnie-the-Pooh)는 크리스토퍼 로빈 밀른이 가지고 있던 곰인형의 이름이다. 디즈니에서 추가한 것을 제외하고, 원작 동화에 등장하는 캐릭터들은 모두 그가 가지고 있던 인형이며, 현재는 뉴욕 공공 도서관에 전시되어있다.
크리스토퍼는 ‘위니’라는 이름을 그가 런던 동물원에서 본 아메리카흑곰 위니(Winnie)에서 따왔으며, ‘푸’를 그가 휴일에 보던 고니의 이름에서 따왔다. 흑곰 위니는 캐나다의 군인 해리 콜번(Harry Colebourn)이 제1차 세계 대전 때 유럽에서 복무하다 런던 동물원에 기증한 것이다. 그는 그의 집이 있던 위니펙(Winnipeg)을 따서 곰의 이름으로 붙였고, 위니가 애칭이 되었다.

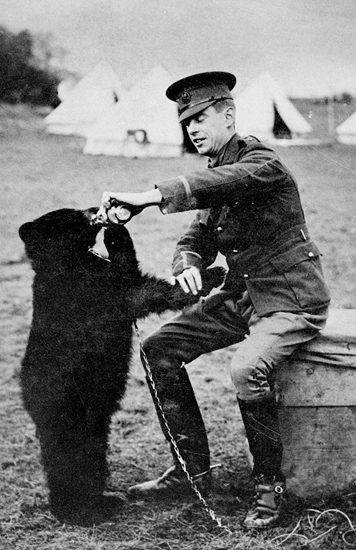
해리 콜번과 위니, 1914년

## 등장인물

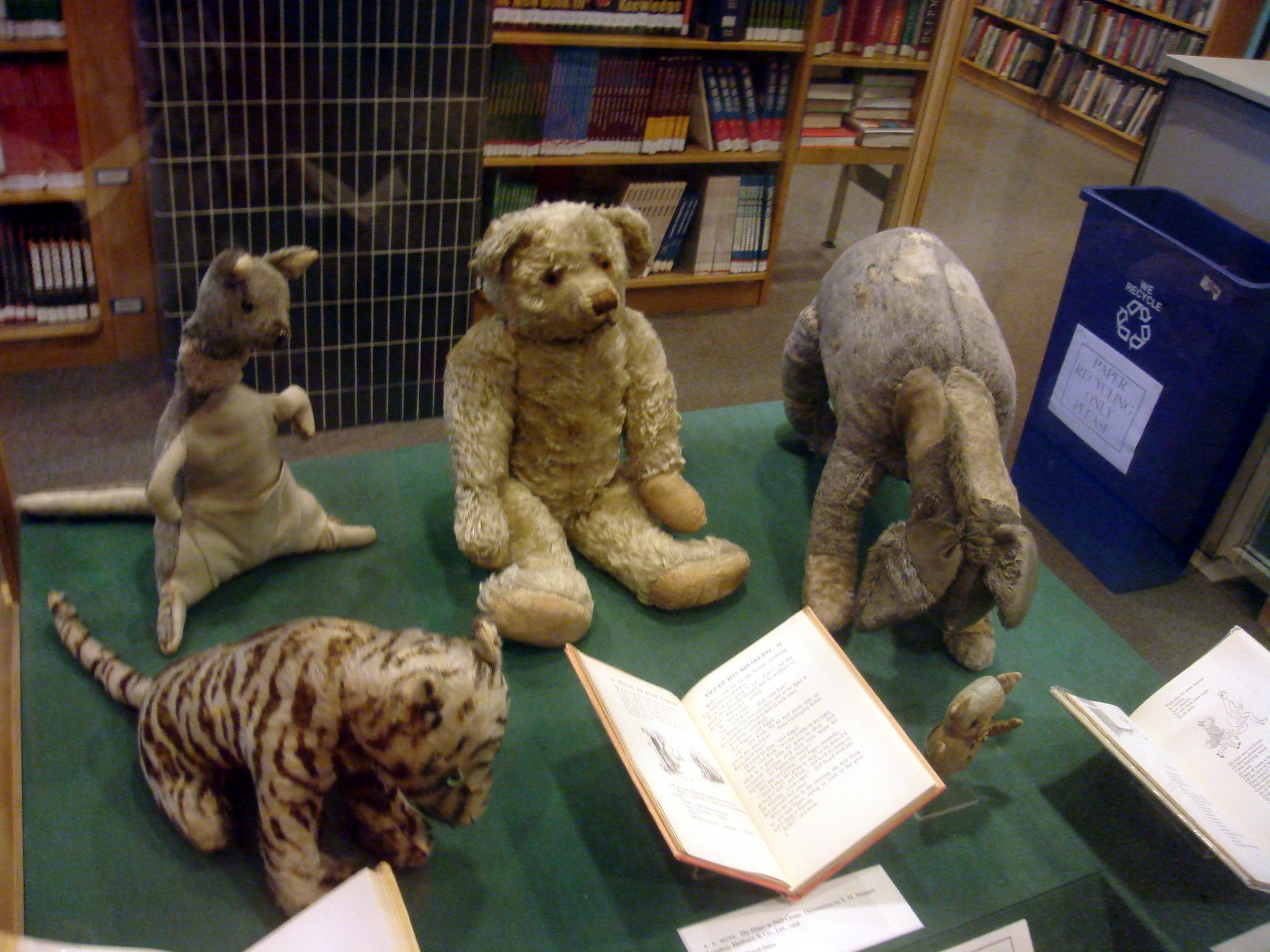
크리스토퍼 로빈의 오리지널 곰돌이 푸 인형이 뉴욕 공립 도서관 본점에 전시되어 있다. 왼쪽 아래에서 시계 방향으로 티거, 캥거, 에드워드 곰(곰돌이 푸), 이요르

크리스토퍼 로빈 (Christopher Robin)
동물들의 친구인 10살 남자아이. Winnie the Pooh에 나올 때마다 성장하는 모습을 보이고 있다.
푸(Winnie-the-Pooh)
꿀을 무척 좋아하는 주인공 곰. 느긋한 성격을 지녔으나 기억력이 나쁘다. 시나 노래를 만드는 것을 좋아한다. 바보스러워 보이지만 위기상황에 똑똑한 말을 하기도 한다. 크리스토퍼 로빈(Christopher Robin)이 가장 좋아하는 인형
티거(Tigger)
항상 활기찬 호랑이. 원작의 삽화에서는 네 발로 걸어다닌다. 디즈니 애니메이션에서 꼬리를 이용해 뛰어다니는 묘사가 추가되었다.
피글렛(Piglet)
푸의 친구인 작은 돼지. 내성적이며 도토리를 먹는다. 겁을 내지 않으려 노력 중이다.
이요르 (Eeyore)
항상 우울해 있는 당나귀. 압정으로 박힌 꼬리가 없어지는 것과 나무로 쌓아올린 집이 무너지는 게 고민거리이다. 반면 상상력이 가장 풍부하다. 크리스토퍼 로빈의 봉제인형이 모델이다.
토끼 (Rabbit)
완벽주의적인 성격이다.
루(Roo)
캥거루로, 푸와 티거의 친구이다.
캥거(Kanga)
루의 어머니며, 마음씨가 착하고 따뜻한 전형적인 어머니의 모습을 보여준다.

## 경매
BBC에 따르면 영국 작가 밀른이 탄생시킨 동화 속 캐릭터 푸의 오리지널 삽화 한 점이 지난 2008년 11월 4일 런던에서 진행된 본햄 경매에서 무려 31,200파운드(약 6천3백만 원)에 낙찰되었다. 독일에서 전화로 참가해 이번 경매에 성공한 낙찰자는, 어렸을 때부터 푸의 팬이었던 아내를 위해 이번 그림을 구매하게 되었다고 밝혔다. 또한 전 세계 어린이들에게 큰 인기를 끈 곰돌이 푸(Winnie the Pooh)의 삽화 원본이 경매에서 고가에 낙찰됐다.
2008년 12월 17일 영국 소더비 경매를 통해 판매된 이 원본들은 유명 일러스트레이터 어니스트 하워드 쉐퍼드(E.H. Shepard)가 그린 것으로 11만 5250파운드(약 2억 3200만 원)에 낙찰됐다.

## 중국에서의 검열
중국에서는 2017년부터 곰돌이 푸가 인터넷 검열 대상에 올라와 있다. 이는 소셜 네트워크에서 곰돌이 푸가 시진핑 중국 주석과 비슷하게 생긴 사실을 이용하여 풍자의 대상이 되고 있기 때문이다. 2018년에는 곰돌이 푸를 소재로 한 영화 《곰돌이 푸 다시 만나 행복해》가 중국에서 상영이 금지되기도 했다.